# 伯努利多項式

伯努利多項式

在數學中，伯努利多項式在對多種特殊函數特別是黎曼ζ函數和赫尔维茨ζ函数的研究中出現。作為阿佩爾序列的一種，與正交多項式不同的是，伯努利多項式的函數圖像與x軸在單位長度區間內的交點數目並不會隨著多項式次數的增加而增長。當多項式的次數趨近無窮大的時候，伯努利多項式的函數形狀類似于三角函數。

## 表示法
伯努利多項式 Bn 有多種表示法，可視情況選用。

### 代數法
當 n ≥ 0 時，
{\displaystyle B_{n}(x)=\sum _{k=0}^{n}{n \choose k}b_{k}x^{n-k},}
其中bk 則為 伯努利數

### 函數法
伯努利多項式的母函數是
{\displaystyle {\frac {te^{xt}}{e^{t}-1}}=\sum _{n=0}^{\infty }B_{n}(x){\frac {t^{n}}{n!}}.}
歐拉多項式母函數是
{\displaystyle {\frac {2e^{xt}}{e^{t}+1}}=\sum _{n=0}^{\infty }E_{n}(x){\frac {t^{n}}{n!}}.}

### 微分法
伯努利多項式亦可表示為微分的形式
{\displaystyle B_{n}(x)={D \over e^{D}-1}x^{n}}
其中 D = d/dx 是一個關於x的微分式，上述分式可以展開得到形式幂级数
{\displaystyle \int _{a}^{x}B_{n}(u)~du={\frac {B_{n+1}(x)-B_{n+1}(a)}{n+1}}~.}

### 積分法
伯努利多項式的多項式f可以通此積分方程求得
{\displaystyle \int _{x}^{x+1}B_{n}(u)\,du=x^{n}.}
通過积分变换得到
{\displaystyle (Tf)(x)=\int _{x}^{x+1}f(u)\,du}
多項式f 等價于 
{\displaystyle {\begin{aligned}(Tf)(x)={e^{D}-1 \over D}f(x)&{}=\sum _{n=0}^{\infty }{D^{n} \over (n+1)!}f(x)\\&{}=f(x)+{f'(x) \over 2}+{f''(x) \over 6}+{f'''(x) \over 24}+\cdots ~.\end{aligned}}}
這可以用來求解伯努利多項式的反函數。